# Breurey-lès-Faverney
Breurey-lès-Faverney település Franciaországban, Haute-Saône megyében. Lakosainak száma 597 fő (2022. január 1.). Breurey-lès-Faverney Mersuay, Auxon, Équevilley, Faverney, Fleurey-lès-Faverney, Provenchère, Flagy és Le Val-Saint-Éloi községekkel határos.

## Népesség
A település népességének változása:
| Lakosok száma | 585  | 616  | 643  | 635  | 647  | 654  | 635  | 616  | 597  |
|               | 2013 | 2015 | 2016 | 2017 | 2018 | 2019 | 2020 | 2021 | 2022 |